# Salix bistyla
Salix bistyla ist ein Strauch aus der Gattung der Weiden (Salix) mit anfangs zottig behaarten Zweigen und etwa 7 Zentimeter langen Blattspreiten. Das natürliche Verbreitungsgebiet der Art liegt in Nepal und China.

## Beschreibung
Salix bistyla ist ein Strauch mit anfangs zottig behaarten und später verkahlenden Zweigen. Die Knospen sind kahl. Die Laubblätter haben einen etwa 5 Millimeter langen, filzig behaarten Stiel. Die Nebenblätter sind ebenfalls etwa 5 Millimeter lang, haben einen drüsig gesägten Blattrand und eine filzig behaarte Unterseite. Die Blattspreite ist schmal elliptisch, oder schmal verkehrt-eiförmig-elliptisch, etwa 7 Zentimeter lang und 2,5 Zentimeter breit, mit spitzer oder stumpfer Spitze, keilförmiger Basis und drüsig gesägtem Blattrand. Die Blattoberseite ist entlang der Blattadern zottig behaart, die Unterseite ist dicht graufilzig behaart. Es werden 10 bis selten 12 Nervenpaare gebildet.
Die Blütenstände wachsen an den Zweigenden. Sie sind dichtblütig und werden 4 bis 6 Zentimeter lang bei Durchmessern von 1 bis 1,5 Zentimetern. Die Blütenstandsachse ist filzig behaart. Die Tragblätter sind verkehrt-eiförmig-fächerförmig, etwa 5 Millimeter lang, mit gestutzter Spitze und undeutlich gezähntem Rand. Männliche Blüten haben zwei Nektardrüsen. Die zwei Staubblätter sind voneinander getrennt, die Staubfäden sind vollständig daunenhaarig. Weibliche Blütenstände sind dick und bei Fruchtreife bis zu 16 Zentimeter lang bei Durchmessern von 2 Zentimetern. Weibliche Blüten haben eine etwa 1 Millimeter durchmessende adaxiale Nektardrüse, eine kleine abaxiale Drüse kann vorhanden sein. Der Fruchtknoten ist schmal eiförmig, sitzend und dicht weißfilzig behaart. Der Griffel ist 4 bis 5 Millimeter lang, an der Basis filzig behaart, vollständig geteilt und auseinanderstehend. Die Narbe ist ganzrandig oder zweilappig. Als Früchte werden eiförmige, bis zu 9 Millimeter lange, filzig behaarte, sitzende Kapseln mit erhaltendem Griffel gebildet. Salix bistyla blüht mit dem Blattaustrieb im Juni und Juli, die Früchte reifen von August bis September.

## Vorkommen
Das natürliche Verbreitungsgebiet liegt in Nepal, im Nordwesten der chinesischen Provinz Yunnan  und im Osten des Tibet. Dort wächst sie im Gebirge in Höhen von 2600 bis 3400 Metern.

## Systematik
Salix bistyla ist eine Art aus der Gattung der Weiden (Salix) in der Familie der Weidengewächse (Salicaceae). Dort wird sie der Sektion Psilostigmatae zugeordnet. Sie wurde 1929 von Heinrich von Handel-Mazzetti erstmals wissenschaftlich beschrieben. Der Gattungsname Salix stammt aus dem Lateinischen und wurde schon von den Römern für verschiedene Weidenarten verwendet.

## Nachweise